# ガンシューティングゲーム

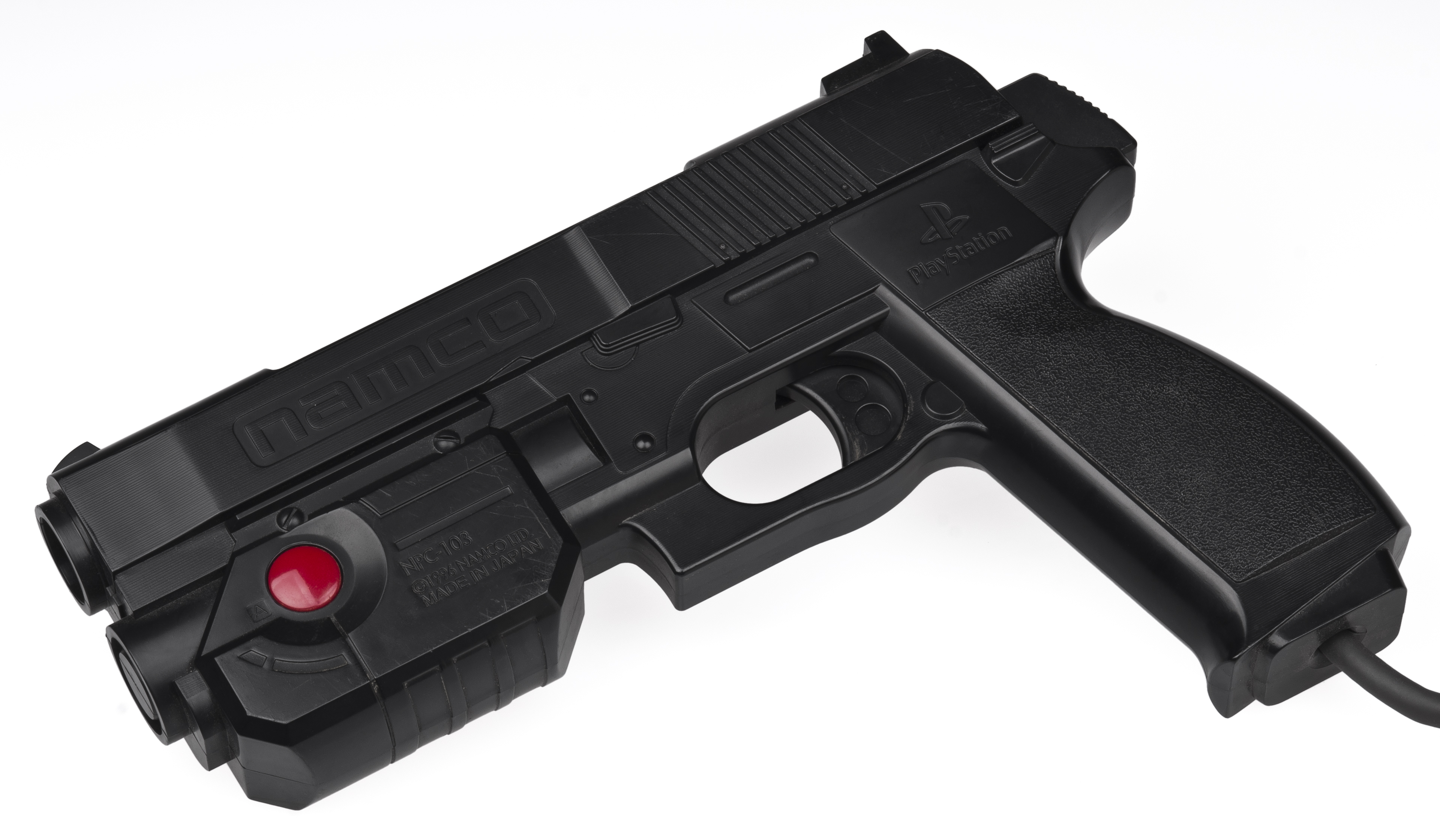
ナムコのコントローラー、ガンコン

ガンシューティングゲームとは、銃を模した映像センサー内蔵のコントロール装置を使って遊ぶタイプのコンピュータゲーム。通称および略称はガンシュー。

## 概要
この種類に分類されるゲームではガン・コントローラ（ライトガン）と呼ばれる銃形のコントローラが使用される。広義のシューティングゲームに分類されるが、一般のシューティングとは異なり「主観視点で銃（および砲）を撃つ」内容になっている。装置が大掛かりになりがちであるため、アーケードゲームに多く見られる。
重量や反動の大きい実銃・遊戯銃を使わずとも安全かつ手軽に射撃を楽しめることから、同様のジャンルであるFPSがとっつきにくいイメージを持たれメジャーになりきれていないのとは逆に、ライトユーザーの参加率も高く、国内外問わず一定のファンがいる。ゲームマシン一台辺りのインカム率や設置期間も、他ジャンルの作品に比べて高い傾向にある。このジャンルの概念自体は、既にエレメカの時代から、『シュータウェイ』（ナムコ、1977年）を始めとする光線銃ゲームによって確立されていた。

### 機構
ガンコントローラは、銃口にレンズが組み込まれた光学機器となっており、これによって画面上のどの位置を撃ったかを検出する。初期の頃は引き金を引いて画面を撃つ度に入力判定用のフラッシュ（画面を一瞬、白く塗り潰す）を行い銃の方向を判定していたが、後にゲーム機の処理機能が高速化したことなどにより描画点の光量によらない識別を行えるようになり、フラッシュは不要になった。
古いものでは別の検出方法として、画面の上下左右に赤外線センサーを設け、銃口の向きを測定するものもあった。なお、アーケードゲームにおいては、異なる入力方式を採用するゲームもある。例えば、「固定式のガンコントローラーに取り付けられた2つのボリュームコントローラーから割り出される座標で銃の方向を判定する（一種のアナログスティック・後述）」のほか、「実際にBB弾を発射させ、画面に取り付けられたパネルへの着弾点を判定する」といったものも過渡期的に登場している。また、エレメカ限定であるが「銃口より光を発し、ターゲットに取り付けられた光センサーで命中判定をする」などがある。

### 時代的遷移
1970年より光線銃とセンサーを備えたターゲットから成る玩具（遊戯銃）としての光線銃シリーズなどがあったが、家庭用ゲーム機においても、ファミコン時代からファミリーコンピュータ用『光線銃シリーズ』（1984年 - ）が登場している。その後、エレメカだったアーケードのガンシューティングゲームはビデオゲームとの融合で表現力やゲーム性を発展させ、当時の家庭用ゲーム機を大きく上回った。アーケード版と較べても遜色の無いガンシューティングゲームが家庭で楽しめるようになったのは1990年代半ばからである。
なお以下に述べる据え付け型のガンコントローラーでは、アナログジョイスティックである場合もみられるほか、パソコンゲームのファーストパーソン・シューティングゲーム（FPS）ではアナログジョイスティックのほかマウスなども利用され、アーケードゲームの場合ではポインティングデバイスにトラックボールを使うものも古くは存在したなど、FPSとの境界が曖昧な作品も見られる。ただし、ライトペンやタッチパネル以外のポインティングデバイスで画面上の照準を操作するなど、ガン・コントローラ（または類似デバイス）以外の入力方法で操作されるものは「ガンシューティング」とは見なされない事が多い。
近年では、上記のような走査線方式での検出が不可能な液晶ディスプレイやプラズマディスプレイが主流になっているため、そのような表示装置を持つ筐体に関しては、赤外線センサーや傾きを感知するセンサーを利用するなど、他の検出方式で判定が行われている。同様に、Wiiにおいても表示機器に依存しない検出方式が使われている。ガンコントローラーの詳しい動作原理に関しては、ライトガンの項目を参照。

## ゲームのタイプ
アーケードゲームにおけるガンシューティングゲームは主に、ガンコントローラーが筐体にケーブルで接続されているタイプと、筐体の可動マウントに直付けされているタイプの2種類が存在している。現在の主流は前者であり、後者は全くと言っていいほど見られなくなっている。
1990年代初頭までは、筐体固定型の直付けタイプが主流であった。このタイプの作品は、弾薬が無制限な（あるいは比較的連射が利く）機関銃を用いており、画面上の敵や背景などを手当たり次第に破壊する事ができる、非常に爽快感溢れる作りになっていた。しかし1992年、『リーサルエンフォーサーズ』（コナミ）の世界的ヒットにより、業界のトレンドは一変。直付け式に比べて自由に動かせるケーブル接続式の拳銃形ガンコントローラーと、画面外を撃つことによる弾薬の補充（リロード）という画期的なシステムが演出するゲームの緊迫感や戦略性が大人気を呼び、これ以降、直付けタイプの作品はほとんど見られなくなってしまった。現在見られるこのジャンルのアーケードゲームは、ほぼ全てがガンコントローラーをケーブル接続するタイプである（ケーブル式が人気となっている一因には、直付け式に比べて整備が容易であるという、ハードウェア的な理由もあるようである）。
なお、銃口の向いている先を常時判別できるようになってからは、「画面外を撃つ」ではなく「画面外に銃を向ける」だけでリロードできる作品が増えている。また、銃以外の操作（移動操作で物陰に隠れるなど）でリロードを行うものや、リロードの行えない（弾を撃ち尽くすとミスあるいはゲームオーバーとなる）ものもある。
アーケードゲームにおけるガンコントローラは、主に昔からある拳銃を模した小型のものと、自動小銃や散弾銃、短機関銃といった銃器を模した比較的大型のものの2種類に分かれている（作品によっては、杖や消火用ホースなど変則的な形状のものも存在する）。大型コントローラーは、両手で操作する事を前提として作られており、引き金以外にも一発逆転を狙える特殊攻撃（手榴弾、バズーカ、迫撃砲等）を操作するボタンがあるものが多い。一方拳銃型は、片手でも操作できるよう、引き金以外の操作スイッチを持たないものが多い。
上述のように、現在ではケーブル接続式の作品の方が一般の人気は高いが、直付け式の作品もレゲーファンを中心に、今なお根強い人気を誇っている。
家庭用ゲーム向けのガンコントローラーには拳銃型（ただし自動拳銃よりやや大きいものもある）のものが多いが、ゲーム中の操作を行うため、引金の他にセレクトボタンやスタートボタンなどがついているものが多い。かつて任天堂は、スーパースコープというバズーカ型コントローラーをスーパーファミコン向けに発売したが、その余りの物々しさに国内では発売当初から色物扱いされ、商業的にも成功を収めたとは言い難い結果に終わった（ただし、欧米では人気を得ていた模様）。以降、これに匹敵する大きさの家庭用ガンコントローラーは発売されていない。
また、Wiiの標準コントローラであるWiiリモコンにもガンコントローラーのような画面位置検出機能を備えており、Wiiリモコンを銃に見立ててプレイする同様のシューティングゲームが存在する。例えば、Wii版の『ゴーストスカッド』や、『バイオハザードシリーズ』の作品『バイオハザード アンブレラ・クロニクルズ』が挙げられるほか、厳密にはガンシューティングゲームではないが、『バイオハザード4 Wii edition』も同様。
なお、国や地域によっては実銃と酷似した玩具の販売や所持が規制されていることもあり、ガンコントローラのデザインは、実銃と似ても似つかない派手な形状や色彩に設定される（例えば、黒やメタリックカラーや茶色を避け、原色の単色にされるなど）か、筐体に固定されて絶対に銃口が人に向けられない設計にされる事が多い（スーパースコープもそれを念頭に設計されている）。

## 代表的作品
社名は発表当時のもの（ナムコ → 後のバンダイナムコエンターテインメント、コナミ → 後のコナミデジタルエンタテインメント並びに後のコナミアミューズメント）。
- ヴァンパイアナイト（ナムコ）
- 光線銃シリーズ（任天堂）
- バイオハザード アンブレラ・クロニクルズ（カプコン）
- バイオハザード ダークサイド・クロニクルズ（カプコン）
- ミュージックガンガン!（タイトー）
- リンクのボウガントレーニング（任天堂）
- レイジングストーム（バンダイナムコゲームス）

### ケーブル連結式
- NYキャプター（イタリア語版）（タイトー、1985年）
- バイオレントシューティング（タイトー、1986年）
- マッドドッグマックリー（アメリカンレーザーゲームズ、1991年）
LD映像を使用したガンシューティングゲーム。日本国内ではあまり出回らなかったことと、ゲームの難易度の問題で後述の『リーサルエンフォーサーズ』に比べ知名度は低い。なお日本国内ではカプコンが販売した。
- リーサルエンフォーサーズ（コナミ、1992年）
実写取り込み式の作品。世界的に流行し現在でも当時の筐体が稼動していることがある。スーパーファミコンやメガドライブといった家庭用ゲーム機にも移植され、1994年には続編も稼動された。
- バーチャコップ（セガ、1994年）
ある都市の警察となり、凶悪犯やテロリストと戦っていく。基本的なシステムは『リーサルエンフォーサーズ』と同じだが、描画はフルポリゴンとなっており、また敵が現れてから撃たれるまでの時間をサイトで表示するという新要素を採用している。3Dであることを活かした敵へのズームアップ、カーアクション、シームレスなステージの移動などの演出も盛り込まれている。2006年現在、正式な続編が2作発売されている。
- アンダーファイアー（英語版）（タイトー、1994年）
特殊装備警察部隊の一員となってテロリストから街の平和を取り戻すテーマである作品。実写取り込み、H&KMP5を模したマシンピストル型のガンコントローラーと銃身グリップに備え付けられているボタンで行い、トリガーを引けば一度に3発の弾が発射され、銃身に内装された振り子型の重りがついているモーターにより発射時のリコイル振動が得られる様になっておりこの作品を機にアーケードガンシューティングでのリコイル再現やライトガン機特有の射出時のフラッシュレス化が広まったと言える。銃身自体もそれまでのケーブル連結型作品の中では重いつくりとなっており、前述のリコイルによるキックバックですらも重い。ボタンは広範囲に強力な攻撃が可能なショットガンの発射に使用する。また、アイテムの中にはフルファイヤーショットの存在で敵を一掃する爽快感溢れる内容であった。
- ガンバレット（ナムコ、1994年）
様々なミニゲームを集めたバラエティタイプの作品。コミカルなキャラクターやシチュエーション、プレイヤーの腕にあわせた様々な難易度のモードが人気を集めた。『ガンバァール』『ガンバリィーナ』という続編と、『オーバ!キューン』という派生作が存在する。
- タイムクライシス（ナムコ、1996年）
足元のペダルを踏んで銃撃、離すと隠れて銃弾の再装填と攻撃の回避を行うという、戦略性と臨場感溢れるプレイが楽しめる。2015年10月時点で、『タイムクライシスシリーズ』として5作（同一のシステムを使用する番外編（『タイムクライシス プロジェクトタイタン』、『クライシスゾーン』、『コブラ・ザ・アーケード』）を含めれば8作）が作られている。
- ザ・ハウス・オブ・ザ・デッド（セガ、1998年）
敵を犯罪組織でなくゾンビに見立てた、ホラー映画をモチーフにした作品。敵に着弾した際の、緑色の血液が飛び散る爽快感が人気を集めている。2018年現在、正式な続編が5作製作されている。
- ザ・警察官（コナミ、2001年）
プレーヤーの位置を感知するセンサーが設けられており、体を動かすことによって画面内の視点も移動する。これによって、物陰に隠れる等のアクションを行うことができる。続編1作と後述の『ワールドコンバット』と合わせた感じの『セイギノヒーロー』が作られている。
- ワールドコンバット（コナミ、2002年）
アーケードゲームとしては珍しく、現代のリアルな軍隊と戦争を扱った作品。ストーリーと舞台が変更された続編『ウォートラン トルーパーズ』も出されている。
- ゴーストスカッド（セガ、2004年）
特殊部隊の一員になって3つのミッションをこなす。爆弾解除や人質救出など様々なイベントがあり、ICカードに記録を残すことによって、ゲーム内で使える銃器やコスチューム、ステージを追加することができる。
- 機動戦士ガンダム スピリッツオブジオン 〜修羅の双星〜（バンプレスト、2006年）
『機動戦士ガンダム』で登場したモビルスーツ：ザクIIと、それに搭乗するジオン軍パイロットのふたりを主人公とした作品。一年戦争での話になっているが原作との相違点が多い。翌年、『機動戦士ガンダム スピリッツオブジオン 〜戦士の記憶〜』という改良版としての性格が強い続編も作られている。
- 2SPICY（セガ、2007年）
史上初の『対戦型』ガンシューティングゲーム。画面だけが動いて、そこに現れる敵を狙い撃つというものでなく、足元のふたつのペダルでキャラクターを移動させたり、銃口を画面外に向けることによる回避行動（および、再装填）を行ったりして、西部劇の決闘のような『一対一』の銃撃戦が愉しめる。『TOO SPICY』との表記もある。

### 直付け式
- ブルーシャーク（タイトー、1978年）
エレメカ射的ゲームが数々現れる中でガンシューティングゲームというジャンルが確立される以前の作品。マシンガンではなく、海中への鮫退治の為の単発水中銃。また、検出方式もライトガンではなく銃の横方向のみを設置部分に取り付けられたボリュームで検出する方式で、水中という設定のため弾速が遅く、発射された銛が画面上をゆっくりと飛ぶ様子が描かれていた。『ディープスキャン』等に由来する深海潜水艦ゲームブームの中でもあり当時よりタイトルどおり映画よりインスパイアされる作品題材のものが少なからずあった。
- オペレーションウルフ（タイトー、1987年）
エレメカの射撃ゲーム以降にガンシューティングゲームというジャンルを確立した作品で、マシンガン式ゲームの走りとも言える（ちなみに先に発売された同社の『NYキャプター』や『バイオレントシューティング』の筐体を改造したケーブル連結式のバージョンも存在する）。ライトガン方式で高速連射するため、画面が非常に激しくフラッシュする。このため現在稼働するには厳しい仕様となっている。また「ボタン操作による強力な特殊攻撃」という概念も、この作品から生まれた。ファミリーコンピュータとPCエンジンに移植されており、続編に『オペレーションサンダーボルト』『オペレーションウルフ3』『オペレーションタイガー』がある。
- スティールガンナー（ナムコ、1990年）
射撃により敵だけでなく背景の建物も破壊できるなど、後のFPSなどでよく使われるようになった「画面に映るもの全てが破壊可能」という演出の走りといえる作品。1991年には続編がリリースされている。
- レールチェイス（セガ、1991年）　レールチェイス2（セガ、1994年）
レールの上を走るトロッコを模したシートに乗って、追ってくる敵を倒しながら脱出を図るゲーム。「空中で回転しながら別のレールに移る」といった派手な演出と追われるスリルが、カップルや家族客に受け、デパートなどに多く置かれていた。続編が2作つくられており、1つは『レールチェイス2』、もう1つは『ジュラシック・パーク』を題材にした作品になっている。
- スターブレード（ナムコ、1991年）
宇宙戦闘機の砲手として戦うガンシューティングゲーム。ブラウン管モニタの画面を凹面鏡で反射させて大画面にした「無限遠投影システム」や、リアルタイムレンダリングの3Dポリゴンを採用したダイナミックな演出が話題を呼んだ。
- リボリューションX（ミッドウェイ（タイトーが国内販売）、1994年)
エアロスミス出演の実写取り込みガンシューティング。作中にエアロスミスの楽曲が使用されており、特殊攻撃として光学ディスク使用するのが特徴的。3人同時プレイ可能なアップライト筐体での形態でライブ会場からさらわれたメンバーを全員救出する、ゲーム的にも大味な内容であった。なお、ガンシューティング版『ターミネーター2』も後年タイトーが輸入販売していたが、両作とも、国内での出回りは少ない。
- ガンブレードNY（セガ、1995年）
機関銃により空中から襲撃するという展開が特徴的なゲーム。検知方式はXY2軸のボリューム検出タイプで、ケーブル接続方式では再現が不可能なリコイル（反動）を再現している。敵がアンドロイドまたはサイボーグで跳ね回るほか倒すと大爆発するなど、派手さも売りだった。また、派手さを阻害する要素を無くし精密射撃を不要にするために「撃ってはいけない標的」が存在しない設計となっている。『L.A.マシンガンズ』という続編も作られている。
- サイレントスコープ（コナミ、1999年）
スナイパーライフルを使用し、遠くから敵を狙撃することに主眼を置いた作品。銃座正面にある通常の画面の他に、モデルガンに備え付けられたスコープが拡大画面を映す特殊モニターになっており、細かい動きによって照準が合わせられるようになっている。通常のストーリーモードに加え、射撃練習場での訓練射撃が楽しめるモードもある。続編も2作品つくられている。
- ゴルゴ13（ナムコ、1999年）
同名劇画のゲーム化作品。サイレントスコープと同じく狙撃をテーマにしているが、内容は様々な課題（依頼）をクリアするミニゲーム集であり、概要は『ガンバレットシリーズ』に近いが、『ガンバレットシリーズ』と異なり、極限まで「精密射撃」が追求されている。限られた弾数とタイミングで精密射撃を行う緊張感が楽しめる。スコープ部にはモニターではなく本物のスナイパースコープが採用されていた（そのため、取り扱いを誤るとスコープの映像が全く見えない）。続編が2作品つくられている。
- Let's Go JUNGLE!（セガ、2006年）
東南アジアのジャングルを探検する。

### その他
- バッドランズ（コナミ）
レーザーディスクを使用したゲーム。操作系はボタン1個のみで、タイミングを図って撃たなければミスとされるという異例のガンシューティングゲーム。
- フリーダムファイター（ミレニアムゲームプロダクツ）
上記の作品と同くレーザーディスクを使用したゲーム。日本の劇場アニメ映像を流用したゲームであるが、日本では未発売である。
- デスクリムゾン（エコールソフトウェア）
家庭向けの製品だが、その「余りな内容」に今なお「クソゲー」として一部マニア筋に高く評価されている怪作。主人公は、コンバット越前。
- ガンサバイバー（カプコン）
『バイオハザード』、『ディノクライシス』が題材のシリーズでほとんどが家庭用。『2』がアーケード（直付け式）で出された事があったがFPSに近いシステムとなっている為ガンシューとみなされないことも多い。
- ガンマニア（コナミ）
銃を発射した感覚を重視して、実際にBB弾を発射し画面上の的を狙うという作品。